# Херсонська міська клінічна лікарня імені А. і О. Тропіних
Комунальний заклад «Херсонська міська клінічна лікарня ім. Афанасія і Ольги Тропіних» — багатопрофільний лікувально-профілактичний заклад вищої категорії; є комунальною власністю Херсонської міської ради.

## Історія
Ідея будівництва лікарняного закладу в Херсоні належала братам Івану та Михайлу Тропіним — купцям 1-ї гільдії, відомим своєю благочинною діяльністю. Близько двох років велося наполегливе листування з чиновниками — міськими Думою та управою, а також землевпорядною комісією Херсонського повіту щодо виділення земельної ділянки під будівництво.
Земельну ділянку під будівництво лікарні було виділено у північно-східній частині Херсона — поблизу Олександрівської площі, поруч із колишніми морськими казармами. У 1855—1856 роках на цьому місці був морський лазарет, а неподалік — старообрядницький цвинтар. Ліворуч і вище відведеної ділянки простягалися поля, порізані балками. Сюди вивозили міські нечистоти.
Проект будівлі лікарні розробив архітектор Давид Бунцельман, автор маленьких херсонських містобудівних шедеврів: будинок Тропіних (нині будівля облспоживспілки), будинок Рощина (ріг вулиць Преображенської та Рішельєвської), будівля колишнього готелю «Європейський».
Через відсутність у міському бюджеті коштів на фінансування лікарні витрати на утримання закладу взяли на себе Іван і Михайло Тропіни, виділяючи на це щороку по 50 тис. рублів. Незабаром міська Дума ухвалила рішення:
|  | Лікарню, споруджену на кошти І. та М. Тропіних, найменувати «Міська лікарня імені Афанасія і Ольги Тропіних, споруджена на кошти їхніх спадкоємців». У приймальному покої лікарні повісити портрети Афанасія Михейовича та Ольги Степанівни, Івана та Михайла Тропіних. |

12 січня 1914 року відбулося урочисте відкриття лікарні. У цей самий день, за повідомленнями місцевих газет, розпочався прийом хворих. Після молебню, проведеного духовенством Свято-Духівського храму та освячення усіх служб та будівель довірений жертводавців полковник Любімов прочитав акт дарування Тропіними лікарні місту. Щоправда, ніхто з меценатів на освяченні подарованої лікарні не був присутній, вони обмежилися телеграмою, яку зачитав міський голова М. І. Блажков:
|  | Сьогодні, у день освячення та відкриття лікарні, просимо Вас, шановний Микола Іванович, бути речником наших почуттів та побажань: стражденним нашим найбіднішим громадянам велику і повну медичну допомогу знайти у влаштованій нами установі, медичному персоналу - здоров'я і сил у їх важкій діяльності, а міському самоврядуванню - щира вдячність за широке сприяння при будівництві лікарні. Щасливі принести посильну допомогу рідному місту. |

На момент заснування лікарня являла собою комплекс із шести корпусів. Територія лікарні була огороджена кам'яним парканом, алеї чітко розмежовували прилеглі до корпусів частині двору. У куті лікарняного двору стояла каплиця. Неподалік поліклініка (корпус не зберігся) — червона цегляна одноповерхова будівля — на відміну від інших корпусів, побудованих з каменю та облицьованих цементною шубою сірого кольору. Подвір'я лікарні вночі яскраво освітлювалося одинадцятьма електричними ліхтарями на чавунних стовпах (до наших днів уцілів лише один). Лікарню прикрашала оранжерея. Добротні ворота лікувального закладу розташовувалися поруч із затишним привітним будинком, в якому проживав старший лікар (нині там офтальмологічне відділення).
Головний корпус лікарні — хірургічний — був найбільшою та єдиною двоповерховою будівлею (саме в ньому містився рентгенівський апарат). Терапевтичний корпус, корпус дитячого відділення, харчоблок — сірі одноповерхові будівлі з великими світлими вікнами, добрими дубовими дверима з яскраво начищеними мідними ручками, придверні решітки для чищення взуття. Поблизу корпусів були лавки.
У роки Першої світової війни лікарня працювала як госпіталь, як лазарет для хворих воїнів, і лише незначна частина ліжок використовувалася як дитяче інфекційне відділення, куди найчастіше поміщали хворих на скарлатину і дифтерію.
За роки війни й революції лікарню не раз грабували: поцупили м'який інвентар, усі постільні приналежності, білизну, посуд, кухонне начиння. У лікарні не раз спалахували пожежі. У дворі зяяли вирви від вибухів снарядів, дах на кухні був спалений, повалені чавунні електричні ліхтарі.
Після приходу до влади більшовиків лікарня дістала нову назву: «Народна лікарня № 2 ім. М. С. Урицького».
У 1936 році лікарня зазнала реорганізації. До цього акушерське відділення містилося на другому поверсі головного корпусу, а весь перший поверх займало хірургічне відділення, пропорційно розділене на чоловічу й жіночу половини. Реорганізація пологового відділення була пов'язана з прийнятим указом про заборону абортів та, як наслідок, стрімким збільшенням кількості пологів. Тому акушерське відділення зайняло два поверхи, залишивши хірургічному відділенню тільки ліве крило корпусу.
Наступного дня після початку німецько-радянської війни на базі лікарні організували евакогоспіталь № 1959, який очолив майор медичної служби В. З. Зільберштейн. Усі 1418 днів війни госпіталь діяв як армійський медичний заклад.

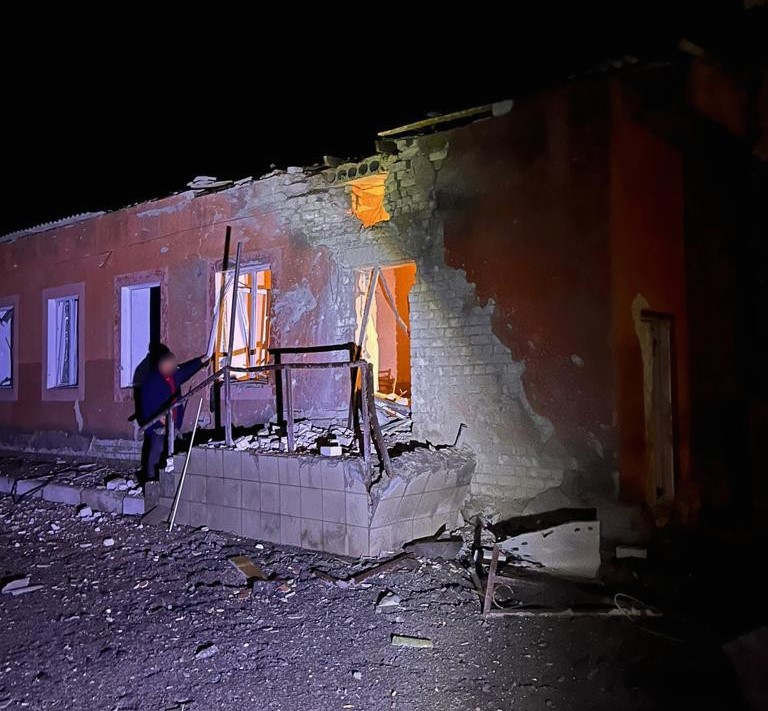
Пологове відділення після обстрілу

27 грудня 2022 року пологове відділення лікарні було частково зруйноване російським обстрілом. Того дня там народилося двоє дітей і залишалося 5 жінок, але жертв не було.

## Структура лікарні

### Амбулаторно-поліклінічна служба
- Поліклініка № 1
- Поліклініка № 2
- Поліклініка № 3
- Дитяча поліклініка № 1
- Дитяча поліклініка № 2
- Дитяча поліклініка № 3
- Жіноча консультація
- Міський ендокринологічний диспансер (Ендокринологічне відділення поліклініки № 1)

### Стаціонарна служба
- Приймальне відділення
- Акушерське відділення
- Відділення новонароджених
- Хірургічне відділення
- Дитяче відділення
- Неврологічне відділення
- Травматологічне відділення
- Міський травматологічний пункт
- Міське офтальмологічне відділення
- Міське нефрологічне відділення
- Відділення анестезіології та реанімації з палатами інтенсивної терапії
- Кардіологічне відділення з палатами інтенсивної терапії
- Ендокринологічне відділення
- Терапевтичне відділення
- Відділення патології вагітних
- Гінекологічне відділення
- Фізіотерапевтичне відділення
- Відділення функціональної та ультразвукової діагностики
- Рентгенологічне відділення
- Міський центр реабілітації та відновного лікування
- Відділення профілактичних оглядів та медичних послуг
- Патологоанатомічне відділення
- Клінічна лабораторія

## Лікарняний храм
22 березня 2003 року відбулося освячення храму на честь ікони Божої Матері «Цілительниця». Храм розташувався у колишньому приміщенні пральні.

## Музей лікарні
1964 року, до святкування 50-річчя лікарні, група лікарів виступила з ініціативою створення музею при поліклініці. Однак тоді керівництво лікарні цю ініціативу не підтримало. Проте, незважаючи на відмову, серед працівників закладу знайшлися ентузіасти, які зайнялися збором матеріалів та експонатів. Майже через 30 років, на початку 1990-х, медики-ентузіасти знову звернулися до свого керівництва все з тією ж пропозицією: створити лікарняний музей. Проте проблемою у вирішенні питання стала відсутність коштів і відповідного приміщення.
1995 року колектив лікарні очолив лікар-терапевт Леонід Ремига. Під його керівництвом питання створення лікарняного музею було вирішене позитивно. Під нього відвели приміщення, яке колись займав перший старший лікар лікарні Тропіних — Іван Ілліч Арєф'єв, який обіймав цю посаду з 1914 по 1919 рік. Зібраних ентузіастами матеріалів виявилося так багато, що вони ледь умістилися в невеликому старому кабінеті. Безліч альбомів зі старими та сучасними фотографіями, галерея портретів лікарів, медичні інструменти, почесні грамоти, документи, які розповідають про життя медичного закладу, стали експонатами музею.
1999 року, до 85-річчя лікарні, за матеріалами музею видано історичний екскурс під назвою «Безсмертні добрі діяння».

## Галерея
|  |  |  |

## Цікаві факти
- На території лікарні досі збереглося дерево каштана, посаджене братами Тропіними та першими співробітниками навесні 1914 року.
- У 1920 році засновників лікарні Івана та Михайла Тропіних заарештували та кинули у підвал ЧК. Увечері натовп робітників, присутніх поблизу ЧК, шумно висловлюючи своє обурення, вимагав звільнити Тропіних. Вночі братів звільнили з-під варти.
- Перші чотири ювілеї лікарні не святкувалися. 10-річчя лікарні збіглось зі смертю Леніна. Жалоба була обов'язковою. Відсвяткувати 20-річчя теж не вдалося — петля голодомору не слабшала. Біля лікарні було складено трупи тих страшних «жнив», які слід було поховати на сусідньому старообрядницькому, а також на циганському цвинтарях. 1944-го святкування чергового ювілею теж не відбулося — територія лікарні була тоді була ареною кровопролитних боїв. На одну з наступних річниць помер Сталін — траур накрив країну тривогою та змінами. Було не до ювілеїв.
- 7 листопада 1998 року в акушерському відділенні лікарні Ольга Тропіна, названа цим ім'ям на честь своєї прабабусі, народила доньку.